# Michael Rimbeck
Michael Rimbeck (* 11. August 1989 in Garmisch-Partenkirchen) ist ein deutscher Eishockeyspieler, der seit Februar 2010 beim SC Riessersee aus der DEL2 spielt.

## Karriere
Rimbeck begann seine Eishockeykarriere im Nachwuchs des SC Riessersee, wo er mehrere Altersklassen durchlief und unter anderem in der Deutschen Nachwuchsliga spielte. Zur Spielzeit 2005/06 stand der Flügelstürmer erstmals im Kader der Senioren des SC Riessersee und absolvierte seine ersten Partien in der Oberliga. Ein Jahr später gehörte der Rechtsschütze bereits zum Stammkader, wurde jedoch zeitweise auch in der DNL eingesetzt. Nachdem das Team aus Garmisch-Partenkirchen im Spieljahr 2006/07 in die 2. Bundesliga aufgestiegen war, kam auch der 1,81 m große Angreifer regelmäßig in der zweithöchsten deutschen Spielklasse zum Einsatz. Insgesamt absolvierte er 48 Spiele, in denen er fünf Scorerpunkte erzielen konnte.
Im Sommer 2008 unterschrieb der Bayer einen Vertrag beim EV Duisburg aus der Deutschen Eishockey Liga. Dort wurde er mit einer Förderlizenz ausgestattet, sodass er in der Saison 2008/09 auch in der Oberliga für den Kooperationspartner Herner EV spielberechtigt war. Nach dem insolvenzbedingten Abstieg der Füchse Duisburg wechselte Rimbeck zum ERC Ingolstadt, wo er mit einer Förderlizenz für die Heilbronner Falken ausgestattet wurde.
Im Februar 2010 kehrte er zu seinem Heimatverein zurück, bekam dann aber im Juli 2011 zunächst keinen weiteren Vertrag, hielt sich aber während der Sommerpause beim SC Riessersee fit und hoffte vergeblich auf Angebote anderer Vereine. Dank Zdeněk Trávníček, dem neuen Trainer des SC Riessersee, erhielt Rimbeck zunächst einen bis Ende Oktober 2011 befristeten Vertrag.

## Erfolge und Auszeichnungen
- 2011 Oberliga-Meister und Aufstieg in die 2. Eishockey-Bundesliga mit dem SC Riessersee

## Karrierestatistik
(Legende zur Spielerstatistik: Sp oder GP = absolvierte Spiele; T oder G = erzielte Tore; V oder A = erzielte Assists; Pkt oder Pts = erzielte Scorerpunkte; SM oder PIM = erhaltene Strafminuten; +/− = Plus/Minus-Bilanz; PP = erzielte Überzahltore; SH = erzielte Unterzahltore; GW = erzielte Siegtore; 1 Play-downs/Relegation; Kursiv: Statistik nicht vollständig)